# Carlota Amalia de Nassau-Dillenburg
Carlota Amalia de Nassau-Dillenburg (en alemán, Charlotte Amalie zu Nassau-Dillenburg; Dillenburg, 13 de junio de 1680-Biebrich, 11 de octubre de 1738) fue una noble alemana.

## Primeros años de vida
Era la hija del príncipe Enrique de Nassau-Dillenburg y de Dorotea Isabel, hija del duque Jorge III de Brieg.

### Matrimonio e hijos
En 1706 en Dillenburg, contrajo matrimonio con el príncipe Guillermo Enrique de Nassau-Usingen. Por matrimonio fue princesa de Nassau-Usingen, y luego regente del principado entre 1718-1732.
La pareja tuvo diez hijos; el primero nació el 3 de abril de 1707 y el último el 6 de marzo de 1718. Cuatro hijos alcanzaron la edad adulta:
- Francisca (1707-1750).
- Carlos (1712-1775), príncipe de Nassau-Usingen.
- Eduviges Enriqueta (1714-1786), canonesa de la Abadía de Herford.
- Guillermo Enrique (1718-1768), príncipe de Nassau-Saarbrücken.

Guillermo Enrique murió en 1718, y Carlota Amalia se convirtió en regente en nombre de su hijo menor de edad, Carlos. 

## Vida pública
Después de la muerte de su marido, Carlota Amalia asumió el gobierno tutelar en 1718, hasta que su hijo Carlos pudo asumir la regencia en Nassau-Usingen en 1733 como sucesor de su padre. Jorge Augusto de Nassau-Idstein, el cotutor, había intentado hacer valer sus derechos de poder a través de reclamaciones de deuda, pero fracasó. Después de su muerte, Nassau-Idstein cayó en manos de Nassau-Saarbrücken y Nassau-Ottweiler. Después de su extinción en 1728, Nassau-Usingen heredó los territorios. Ese mismo año construyó un archivo central en Idstein y doce años más tarde una biblioteca en Usandon, que más tarde se convirtió en la Biblioteca Estatal de Wiesbaden. Carlota estaba muy interesada en la literatura, pero llevó una vida modesta debido a la elevada deuda nacional.
A Carlota Amalia se le dio la tarea de unificar la administración de las diferentes partes del país que habían surgido a través de la sucesión. En 1730 reformó el sistema de escuela primaria con reglamentos escolares y de confirmación. Introdujo la escolarización obligatoria durante todo el año y fortaleció la enseñanza de las ciencias en el espíritu de la Ilustración temprana. En 1732 emitió una regulación judía extremadamente restrictiva.
A pesar del nombramiento de funcionarios calificados, no pudo reducir la deuda nacional debido a los limitados recursos económicos.
En su corte trabajó el médico y escritor Daniel Guillermo Triller, que también fue cortejado por otros regentes. Contrató al maestro de obras Federico Joaquín Stengel, a quien encargó la ampliación del castillo de Biebrich y del Castillo de Useden.
El principado se dividió entre sus hijos el 23 de diciembre de 1735. Carlos, que fue declarado adulto y casado, recibió Nassau-Usingen en la orilla derecha del Rin, mientras que Guillermo Enrique, que aún era menor de edad, recibió Nassau-Saarbrücken en la orilla izquierda del Rin. La princesa mantuvo la regencia sobre las tierras de Sarrebruck hasta su muerte. Luego, Carlos se hizo cargo de la administración estatal durante otros dos años hasta que su hermano Guillermo Enrique, facultado por su retiro, asumió él mismo el gobierno.
Hacia el final de su vida permaneció principalmente en Biebrich. Encontró su lugar de descanso final en la cripta principesca en la Iglesia Evangélica Laurentius de Usingen.